# Travis McCabe
Travis McCabe (Prescott, 12 mei 1989) is een voormalig Amerikaans wielrenner. 

## Carrière
In 2014 werd McCabe tweede op het nationale wegkampioenschap, achter zijn ploeggenoot Eric Marcotte. Marcotte trok de sprint aan, waarna McCabe niet meer over hem heen kwam. Datzelfde jaar had hij ook al de Winston-Salem Cycling Classic gewonnen.

## Overwinningen
2014
Winston-Salem Cycling Classic
2016
4e etappe Joe Martin Stage Race
2e etappe Ronde van de Gila
Puntenklassement Ronde van de Gila
4e etappe Ronde van Utah
2017
3e etappe Herald Sun Tour
2e en 8e etappe Ronde van Langkawi
Puntenklassement Ronde van de Gila
5e etappe Ronde van Utah
Puntenklassement Ronde van Utah
Puntenklassement Colorado Classic
2018
1e en 3e etappe Ronde van Utah
Puntenklassement Ronde van Utah
4e etappe Colorado Classic
2019
3e etappe Ronde van Langkawi
Puntenklassement Ronde van Langkawi
2e etappe Ronde van de Gila
Puntenklassement Ronde van Utah
Cascade Cycling Classic

## Resultaten in voornaamste wedstrijden
|      | \| Jaar \| Gent-Wevelgem \| Ronde van Vlaanderen \| \| ---- \| ------------- \| -------------------- \| \| 2020 \| opgave \| opgave \| |                      |
| Jaar | Gent-Wevelgem | Ronde van Vlaanderen |
| 2020 | opgave | opgave               |

## Ploegen
- 2013 –  Team SmartStop p/b Mountain Khakis (vanaf 1-8)
- 2014 –  Team SmartStop
- 2015 –  Team SmartStop
- 2016 –  Holowesko-Citadel p/b Hincapie Sportswear
- 2017 –  Unitedhealthcare Professional Cycling Team
- 2018 –  UnitedHealthcare Professional Cycling Team
- 2019 –  Floyd's Pro Cycling
- 2020 –  Israel Start-Up Nation

Brown · Chaddock · Hamblen · Howe · Kline · Lea · Livermon · de Luna · Marcotte · McCabe · Monteleone · Murfet · Myerson · Patten · Simes · Travieso · Uberti · Winsor · Dahl (stagiair)
Bell · Berry · Britton · Cogburn · Haga · Kline · Kocjan · Kyer · Livermon · de Luna · Marcotte · McCabe · Myerson · Torckler · Dahl (stagiair)
Brennan · Bryon · Carpenter · Clark · Flaksis · Hornbeck · Hough · Krasilnikaw · Lewis · McCabe · Rhim · Squire
Acevedo · Alzate · Cataford · Clarke · Eaton · Haedo · Hegyvary · Henderson · Jaramillo · Jones · Keough · Mannion · McCabe · Norris · Putt · Summerhill
Acevedo · Alzate · Cataford · Clarke · Eaton · Haedo · Hegyvary · Jaramillo · Keough · Mannion · Marcotte · McCabe · Norris · Putt · Țvetcov · Velázquez
Badilatti · Barbier · Biermans · Boivin · Brändle · Cataford · Cimolai · Dowsett · Einhorn · Goldstein · Greipel · Hermans · Hofstetter · Hollenstein · Martin · McCabe · Navarro · Neilands · Niv · Piccoli · Politt · Räim · Renard · Sagiv · Schelling · Sutherland · Vahtra · Van Asbroeck · Würtz Schmidt · Zabel